# Ministère du Travail (Espagne)
Pour les articles homonymes, voir Ministère du Travail.
Le ministère du Travail et de l'Économie sociale (en espagnol : Ministerio de Trabajo y Economía Social) est le département ministériel responsable de l'emploi et des relations sociales en Espagne.
Il est dirigé, depuis le 13 janvier 2020 par la radicale Yolanda Díaz.
Son siège central se trouve Calle Agustín de Bethencourt, à Madrid.

## Missions

### Fonctions
Le ministère du Travail et de l'Économie sociale est responsable de la proposition et de l'exécution des politiques gouvernementales dans les domaines de l'emploi, de l'économie sociale et de la responsabilité sociétale des entreprises.

### Organisation
Le ministère s'organise de la façon suivante, :
- ministre du Travail et de l'Économie sociale
  - secrétariat d'État au Travail
    - direction générale du Travail
    - direction générale des Travailleurs indépendants
    - direction générale des Nouvelles formes d'emploi

  - secrétariat d'État à l'Économie sociale
    - commissaire spécial pour l'Économie sociale
    - direction générale de l'Économie sociale et de la Responsabilité sociétale des entreprises

  - sous-secrétariat du Travail et de l'Économie sociale
    - secrétariat général technique

## Histoire
Le ministère du Travail (Ministerio de Trabajo) est créé en 1920 par décision d'Alphonse XIII d'Espagne. Fusionné avec d'autres départements pour former le ministère du Travail, du Commerce et de l'Industrie (Ministerio de Trabajo, Comercio e Industria) en 1922, il retrouve son autonomie six ans plus tard, comme ministère du Travail et de la Prévoyance (Ministerio de Trabajo y Previsión), lors de la dictature de Primo de Rivera.
En 1931, la IIe République le renomme en ministère du Travail et de la Prévoyance sociale (Ministerio de Trabajo y Previsión Social) , puis fusionne le département avec celui de la Santé, constituant ainsi le ministère du Travail, de la Santé et de la Prévoyance sociale (Ministerio de Trabajo, Sanidad y Previsión Social) en 1934. Une nouvelle fusion le transforme, l'année suivante, en ministère du Travail, de la Santé et de la Justice (Ministerio de Trabajo, Sanidad y Justicia).
Il retrouve son autonomie dès 1936, et perd peu après ses compétences dans le domaine sanitaire. Il est renommé un an plus tard ministère du Travail et de l'Assistance sociale (Ministerio de Trabajo y Asistencia Social), et perdure jusqu'en 1939. Pourtant, en 1938, la rébellion nationaliste de Francisco Franco avait pourvu un ministère du Travail, ensuite transformé en ministère de l'Action et de l'Organisation syndicales (Ministerio de Acción y Organización Sindical). Avec l'arrivée au pouvoir du franquisme, le département retrouve son nom originel du ministère du Travail, qu'il va conserver dans les premières années de la transition démocratique.
Lors du remaniement du 26 février 1981, consécutif à l'arrivée au pouvoir de Leopoldo Calvo-Sotelo, le ministère fusionne avec le ministère de la Santé et de la Sécurité sociale, constituant un grand ministère du Travail, de la Santé et de la Sécurité sociale (Ministerio de Trabajo, Sanidad y Seguridad Social). Les portefeuilles se voient cependant séparés dès la fin de l'année, étant alors créé le ministère du Travail et de la Sécurité sociale.
À la suite de la victoire du Parti populaire (PP), en 1996, le gouvernement de José María Aznar entreprend la réduction du nombre de ministères et crée alors le ministère du Travail et des Affaires sociales (Ministerio de Trabajo y Asuntos Sociales), qui réunit au ministère du Travail le ministère des Affaires sociales, créé en 1988 par Felipe González. La structure et les compétences du département se stabilisent alors jusqu'en 2008, quand José Luis Rodríguez Zapatero créé le ministère du Travail et de l'Immigration (Ministerio de Trabajo e Inmigración), confiant les compétences sociales aux ministères de l'Éducation et de l'Égalité. Avec le retour du PP au pouvoir, en 2011, il retrouve presque sa dénomination originelle de 1977 en devenant le ministère de l'Emploi et de la Sécurité sociale (Ministerio de Empleo y Seguridad Social).

## Titulaires depuis 1977
| Nom | Nom                                                 | Dates du mandat | Dates du mandat | Durée du mandat            | Parti | Gouvernement(s)    |
| --- | --------------------------------------------------- | --------------- | --------------- | -------------------------- | ----- | ------------------ |
| | Manuel Jiménez de Parga                             | 05/07/1977      | 28/02/1978      | 7 mois et 23 jours         | UCD   | Suárez II          |
| | Rafael Calvo Ortega                                 | 28/02/1978      | 03/05/1980      | 2 ans, 2 mois et 5 jours   | UCD   | Suárez II et III   |
| | Salvador Sánchez-Terán                              | 03/05/1980      | 09/09/1980      | 4 mois et 6 jours          | UCD   | Suárez III         |
| | Félix Manuel Pérez Miyares                          | 09/09/1980      | 29/01/1981      | 4 mois et 20 jours         | UCD   | Suárez III         |
| | Jesús Sancho Rof Travail, Santé et Sécurité sociale | 26/02/1981      | 02/12/1981      | 9 mois et 6 jours          | UCD   | Calvo-Sotelo       |
| | Santiago Rodríguez-Miranda                          | 02/12/1981      | 28/10/1982      | 10 mois et 26 jours        | UCD   | Calvo-Sotelo       |
| | Joaquín Almunia                                     | 02/12/1982      | 22/06/1986      | 3 ans, 6 mois et 20 jours  | PSOE  | González I         |
| | Manuel Chaves                                       | 26/07/1986      | 02/05/1990      | 3 ans, 9 mois et 6 jours   | PSOE  | González II et III |
| | Luis Martínez Noval                                 | 02/05/1990      | 06/06/1993      | 3 ans, 1 mois et 4 jours   | PSOE  | González III       |
| | José Antonio Griñán                                 | 14/07/1993      | 03/03/1996      | 2 ans, 7 mois et 18 jours  | PSOE  | González IV        |
| | Javier Arenas                                       | 05/05/1996      | 20/01/1999      | 2 ans, 8 mois et 15 jours  | PP    | Aznar I            |
| | Manuel Pimentel                                     | 20/01/1999      | 21/02/2000      | 1 an, 1 mois et 1 jour     | PP    | Aznar I            |
| | Juan Carlos Aparicio                                | 21/02/2000      | 10/07/2002      | 2 ans, 4 mois et 19 jours  | PP    | Aznar I et II      |
| | Eduardo Zaplana                                     | 10/07/2002      | 14/03/2004      | 1 an, 8 mois et 4 jours    | PP    | Aznar II           |
| | Jesús Caldera                                       | 18/04/2004      | 09/03/2008      | 3 ans, 10 mois et 20 jours | PSOE  | Zapatero I         |
| | Celestino Corbacho                                  | 14/04/2008      | 20/10/2010      | 2 ans, 6 mois et 6 jours   | PSC   | Zapatero II        |
| | Valeriano Gómez                                     | 20/10/2010      | 22/12/2011      | 1 an, 2 mois et 2 jours    | PSOE  | Zapatero II        |
| | Fátima Báñez                                        | 22/12/2011      | 07/06/2018      | 6 ans, 5 mois et 16 jours  | PP    | Rajoy I et II      |
| | Magdalena Valerio                                   | 07/06/2018      | 13/01/2020      | 1 an, 7 mois et 6 jours    | PSOE  | Sánchez I          |
| | Yolanda Díaz (Vice-présidente du gouvernement)      | 13/01/2020      | En fonction     | 5 ans, 2 mois et 1 jour    | PCE   | Sánchez II et III  |
| Dans l’intervalle entre deux mandats, le ministre sortant assure l’intérim Titres successifs : - Depuis 2020 : Travail et Économie sociale |                                                     |                 |                 |                            |       |                    |

## Identité visuelle (logotype)

Logo du ministère du Travail et de l'Immigration entre 2008 et 2011.
Logo du ministère de l'Emploi et de la Sécurité sociale entre 2011 et 2018.
Logo du ministère du Travail, des Migrations et de la Sécurité sociale entre 2018 et 2020.
Logo du ministère du Travail et de l'Économie sociale depuis 2020.